# 丘疹魨
丘疹魨為輻鰭魚綱魨形目四齒魨亞目四齒魨科的其中一種，被IUCN列為易危保育類動物，為熱帶淡水魚，分布於非洲奈及利亞十字河流域，體長可達36公分，棲息在底層水域，生活習性不明。

## 扩展阅读
維基物種上的相關：丘疹魨